# Masahiro Ohashi
Masahiro Ohashi (大橋 正博 Ohashi Masahiro?), född 23 juni 1981 i Kanagawa prefektur, är en japansk före detta fotbollsspelare.
Ohashi började sin karriär 1999 i Yokohama F. Marinos. 2001 flyttade han till Mito HollyHock. 2002 flyttade han till Albirex Niigata. Han gick tillbaka till Yokohama F. Marinos 2003. Med Yokohama F. Marinos vann han japanska ligan 2003. 2006 flyttade han till Tokyo Verdy. Efter Tokyo Verdy spelade han för Kawasaki Frontale, Gangwon FC, Mito HollyHock och Matsumoto Yamaga FC. Han avslutade karriären 2012.